# Massacro di piazza Nisour
Il massacro di piazza Nisour è avvenuto il 16 settembre 2007, quando i dipendenti della Blackwater Security Consulting (poi divenuta Constellis), una società militare privata incaricata dal governo degli Stati Uniti di fornire servizi di sicurezza in Iraq, hanno sparato contro civili iracheni, uccidendo 17 persone e ferendone 20 a piazza Nisour, Baghdad, mentre scortava un convoglio dell'ambasciata statunitense. Gli omicidi hanno reso tese le relazioni tra l'Iraq e gli Stati Uniti. Nel 2014, quattro dipendenti della Blackwater sono stati processati e condannati dalla corte federale degli Stati Uniti; uno di omicidio e gli altri tre di omicidio colposo e accuse di armi da fuoco; tutti e quattro i condannati sono stati graziati in modo controverso dal presidente Donald Trump nel dicembre 2020. Gli esperti delle Nazioni Unite hanno affermato che ciò "ha violato gli obblighi degli Stati Uniti ai sensi del diritto internazionale".
Le guardie della Blackwater hanno affermato che il convoglio ha subito un'imboscata e che hanno sparato contro gli aggressori in difesa del convoglio. Il governo iracheno e l'investigatore della polizia irachena Faris Saadi Abdul hanno dichiarato che le uccisioni non erano state provocate. Il giorno successivo, la licenza della Blackwater Worldwide per operare in Iraq è stata temporaneamente revocata. Il Dipartimento di Stato degli Stati Uniti d'America ha affermato che sono "state perse vite innocenti" e, secondo il Washington Post, un rapporto militare sembrava corroborare "l'affermazione del governo iracheno secondo cui la colpa era della Blackwater". Il governo iracheno ha promesso di punire la Blackwater. L'incidente ha scatenato almeno cinque indagini, inclusa una del FBI. L'indagine dell'FBI ha rilevato che, dei 17 iracheni uccisi dalle guardie, almeno 14 sono stati fucilati senza motivo.

## La sparatoria
Poco prima di mezzogiorno del 16 settembre 2007, un'autobomba è esplosa vicino al complesso di Izdihar, dove si stavano incontrando funzionari statunitensi e iracheni. e un Blackwater Tactical Support Team (TST) di 19 uomini composto da un convoglio di quattro camion, rispondendo al segnale di chiamata "Raven 23", ha preso posizione sul lato sud di piazza Nisour per garantire una via di evacuazione per i funzionari statunitensi e un'altra squadra della Blackwater che fornisce loro sicurezza. Il comandante della Blackwater, Jimmy Watson, aveva ricevuto l'ordine di restare a guardare e di non lasciare la Green Zone una volta raggiunto un posto di blocco, ma prese una "decisione tattica" di avanzare verso piazza Nisour dopo aver atteso alcuni minuti; dopo aver informato di ciò il Blackwater Tactical Operations Center, gli fu ordinato di tornare nella Green Zone. Tuttavia, quando "Raven 23" è entrato in piazza Nisour, a Watson è stato ordinato di "bloccare la rotatoria per accelerare il viaggio [dell'altra squadra di Blackwater]". Poco dopo aver assunto le loro posizioni, "Raven 23" ha iniziato a sparare sui civili in risposta a un'auto in avvicinamento, uccidendo quattordici persone e ferendone altre venti.
Durante le arringhe iniziali di un processo penale tenutosi nel 2014, gli avvocati della difesa che rappresentano gli ex membri della Blackwater, Raven 23, hanno sostenuto che gli uomini hanno ritenuto che la berlina Kia in avvicinamento fosse una minaccia credibile come una possibile autobomba e hanno aperto il fuoco per legittima difesa. L'accusa ha sostenuto che gli uomini non si trovavano di fronte a un fuoco ostile quando hanno iniziato a sparare e hanno continuato a sparare nonostante l'assenza di minacce. Il conducente della Kia è stato colpito alla testa da un contractor della Blackwater ed è rimasto ucciso. Secondo un testimone oculare, la Kia ha continuato a rotolare in avanti dopo l'uccisione del conducente e Raven 23 ha continuato a sparare, uccidendo il passeggero (la madre del conducente); alla fine, la Kia è stata colpita da una granata ed è stata incenerita.
Un rapporto spot del Dipartimento di Stato pubblicato lo stesso giorno dell'incidente affermava che da otto a dieci aggressori avevano aperto il fuoco su Raven 23 "da più località vicine, con alcuni aggressori vestiti in abiti civili e altri in uniformi della polizia irachena" dopo che il convoglio era entrato in piazza Nisour, a partire dalle 12:08. Il rapporto aggiungeva che un altro Blackwater Tactical Support Team (TST 22), che aveva scortato i funzionari e il TST 4 nella Green Zone, era stato reindirizzato per supportare Raven 23. Raven 23 "restituì il fuoco difensivo" e si ritirò da piazza Nisour con uno dei suoi veicoli BearCat al seguito. Mentre Raven 23 stava lasciando piazza Nisour, diversi membri hanno continuato a scaricare le loro armi, causando ulteriori morti e feriti tra i civili. TST 22 è arrivato a piazza Nisour dopo che Raven 23 se n'era andato; quando il TST 22 ha tentato di ritirarsi, il suo percorso è stato bloccato dai veicoli dell'esercito e della polizia iracheni. Un convoglio dell'esercito statunitense è arrivato alle 12:39 pm, sostenuto dalla copertura aerea, per scortare il TST 22 nella Green Zone.
Un resoconto dell'incidente del governo iracheno affermava che mentre il convoglio si avvicinava a piazza Nisour, una berlina Kia con a bordo una donna e suo figlio adulto si stava avvicinando alla piazza da lontano, guidando lentamente sul lato sbagliato della strada, e che l'autista ha ignorato il fischio di un agente di polizia per liberare la strada al convoglio. Secondo questo resoconto, la squadra di sicurezza ha sparato colpi di avvertimento e poi fuoco letale contro la Kia. Hanno quindi lanciato granate stordenti per ripulire la scena. La polizia irachena e i soldati dell'esercito iracheno, scambiando le granate stordenti per granate a frammentazione, hanno aperto il fuoco contro gli uomini della Blackwater, a cui hanno risposto. Gli investigatori iracheni hanno anche affermato che gli elicotteri della Blackwater hanno sparato contro le auto dall'alto, poiché almeno un'auto aveva fori di proiettile nel tetto; Blackwater ha negato che nessuna delle sue unità aeree abbia scaricato armi.
Il resoconto della ditta Blackwater differiva dal resoconto del governo iracheno; Il racconto di Blackwater affermava che l'autista della berlina Kia aveva continuato a guidare verso il convoglio, ignorando gli ordini verbali, i segnali con le mani e le bottiglie d'acqua lanciate contro l'auto, e aveva continuato ad avvicinarsi anche quando gli avevano sparato. Un poliziotto iracheno si è avvicinato all'auto, forse per aiutare il passeggero, ma il veicolo ha continuato a muoversi e alle guardie è sembrato che il poliziotto stesse spingendo l'auto verso il Blackwater TST. A loro avviso, ciò ha confermato che erano sotto attacco da parte di un veicolo bomba, dopodiché hanno sparato contro l'auto, uccidendo sia le persone a bordo che il poliziotto iracheno. In risposta all'uccisione del poliziotto iracheno da parte delle guardie, altri poliziotti iracheni hanno iniziato a sparare contro gli uomini della Blackwater, che hanno comunicato alla centrale operativa del Dipartimento di Stato di essere sotto attacco. Un impiegato del Dipartimento di Stato che stava entrando nel centro operativo del dipartimento di Baghdad il giorno dell'incidente ha sentito una chiamata radio dal convoglio: "Contatto, contatto, contatto! Stiamo subendo il fuoco degli insorti e della polizia irachena." Secondo il vicepresidente della Blackwater Marty Strong, il convoglio è stato colpito da "un grosso ordigno esplosivo" e "ripetuti colpi di armi leggere" che hanno messo fuori uso un veicolo. Diverse fonti hanno affermato che l'esplosione è stata causata da un colpo di mortaio, sebbene ciò non si rifletta nel rapporto sull'incidente del Dipartimento di Stato.
Il 27 settembre 2007, il New York Times ha riferito che durante il caotico incidente a piazza Nisour, un membro della squadra di sicurezza di Blackwater ha continuato a sparare sui civili nonostante le urgenti chiamate di cessate il fuoco dei colleghi. Non è chiaro se il membro della squadra abbia scambiato i civili per ribelli. L'incidente sarebbe stato risolto solo dopo che un altro membro della Blackwater aveva puntato la sua arma contro l'uomo che stava ancora sparando e gli aveva ordinato di fermarsi.
Tre guardie della Blackwater che hanno assistito all'incidente in seguito hanno affermato di ritenere che le sparatorie fossero ingiustificate.

## Le conseguenze immediate
Subito dopo gli attacchi, i diritti della Blackwater di lavorare in Iraq sono stati temporaneamente sospesi. Diverse indagini irachene e statunitensi sono state condotte sull'incidente. L'incidente ha indotto il primo ministro iracheno Nuri al-Maliki a chiedere al governo degli Stati Uniti di rescindere il suo contratto con Blackwater USA, e al governo iracheno di spingere per scuse, risarcimento per le vittime o le loro famiglie e per le guardie coinvolte in la sparatoria da ritenere "responsabile". La Camera dei rappresentanti degli Stati Uniti ha approvato un disegno di legge, intitolato Military Extraterritorial Jurisdiction Act, che renderebbe tutti gli appaltatori privati che lavorano in Iraq e in altre zone di combattimento soggetti a procedimenti giudiziari da parte dei tribunali statunitensi.

### Licenza per operare in Iraq
Il 18 settembre 2007, un portavoce del ministero dell'Interno iracheno ha affermato che alla Blackwater "non è consentito operare da nessuna parte nella Repubblica dell'Iraq". Tuttavia, alla società è stato consentito di continuare a operare in Iraq fino a gennaio 2009, quando è entrato in vigore l'accordo sullo status delle forze armate USA-Iraq. Un portavoce ha dichiarato che il divieto durerà per tutta la durata delle indagini e che non sarà permanente. Il divieto è stato descritto da PW Singer, un esperto dell'industria militare privata, come "inevitabile", data la dipendenza e la mancanza di controllo del governo statunitense sull'industria militare privata in Iraq.
La Private Security Company Association of Iraq, in un documento aggiornato l'ultima volta il 3 luglio 2007, ha elencato la Blackwater come priva di licenza per operare in Iraq nonostante i loro tentativi di richiederne una. Le operazioni di Blackwater per conto del Dipartimento di Stato americano e della CIA potrebbero non essere influenzate dalla revoca della licenza. Inoltre, non è chiaro se la revoca della licenza sia permanente.
Il 19 settembre, a seguito dell'incidente, gli Stati Uniti hanno temporaneamente sospeso tutti i viaggi via terra di diplomatici statunitensi e altri funzionari civili in Iraq al di fuori della zona verde di Baghdad, fortemente fortificata. L'ordine limita la maggior parte degli americani a 3,5 miglia quadre (9,1 km²) nel centro della città in modo che non possano visitare altre zone senza viaggiare in elicottero. L'ordinanza non ha specificato quando scadrà la sospensione. Il 21 settembre, la CNN ha riferito che Blackwater avrebbe ripreso le normali operazioni il giorno successivo.
La Blackwater, che aveva operato in Iraq senza una licenza del governo iracheno, ne ha richiesta una dopo l'incidente, ma la domanda è stata respinta dai funzionari iracheni nel gennaio 2009. Il governo iracheno ha ordinato alla Blackwater di lasciare l'Iraq non appena un comitato congiunto iracheno-statunitense avesse finito di redigere nuove linee guida sugli appaltatori privati in base all'accordo di sicurezza iracheno-statunitense. Il 31 gennaio 2009, il Dipartimento di Stato USA ha notificato a Blackwater che non avrebbe rinnovato il contratto di sicurezza con la società.

### Indagini
Il Dipartimento di Stato USA ha dichiarato di voler indagare su quello che ha definito un "terribile incidente". Secondo il primo ministro iracheno Nuri al-Maliki, il segretario di Stato Condoleezza Rice ha promesso un'indagine "equa e trasparente" sull'incidente. Il Dipartimento di Stato ha annunciato una commissione congiunta iracheno-statunitense per indagare sia sulla sparatoria che sulla questione più ampia dell'assunzione di contractors delle compagnie militari private. Il comitato era copresieduto da Abd al Qadir, ministro della Difesa iracheno, e Patricia A. Butenis, incaricata d'affari dell'ambasciata americana in Iraq.
Henry Waxman, il presidente della commissione della Camera per la supervisione e la riforma del governo, che ha tenuto audizioni sull'uso di contractors di sicurezza privata nel febbraio 2007, ha dichiarato che la sua commissione terrà udienze "per capire cosa è successo e l'entità del danno alla sicurezza degli Stati Uniti interessi". Waxman ha affermato che "la controversia su Blackwater è una sfortunata dimostrazione dei pericoli di un'eccessiva dipendenza da contractors di sicurezza privati".
Il 4 ottobre 2007, l'FBI ha annunciato che avrebbe preso l'iniziativa nelle indagini sull'incidente della sparatoria.

#### Risultati delle indagini
Un portavoce del Ministero degli Interni ha dichiarato che le autorità irachene hanno completato le indagini sulla sparatoria e hanno concluso che le guardie Blackwater sono responsabili delle morti. I rapporti militari statunitensi sembrano confermare la tesi del governo iracheno secondo cui la Blackwater è responsabile dell'incidente.
Il 2 ottobre 2007, lo staff democratico della House Oversight and Government Reform Committee ha pubblicato un rapporto in cui si afferma che le guardie della Blackwater USA hanno usato settimanalmente la forza letale in Iraq e hanno inflitto "significative perdite e danni alle proprietà". Il rapporto ha rilevato che le guardie hanno sparato 195 volte dall'inizio del 2005 alla seconda settimana di settembre 2005. Il rapporto afferma inoltre che la Blackwater ha riferito che le sue forze hanno sparato per prime in oltre l'80% dei casi.
Il 4 ottobre 2007, i rapporti militari statunitensi indicavano che le guardie della Blackwater avevano aperto il fuoco senza provocazione e avevano usato una forza eccessiva. "Era ovviamente eccessivo", ha detto al Washington Post un funzionario militare Usa che ha parlato in condizione di anonimato. "I civili su cui hanno sparato non avevano armi per rispondere al fuoco. E nessuno dell'IP (polizia irachena) o delle forze di sicurezza locali ha risposto al fuoco", ha proseguito il funzionario. Le guardie di Blackwater sembravano aver sparato lanciagranate oltre alle mitragliatrici, secondo il rapporto.
Il 13 ottobre 2007, l'FBI ha riferito di aver concluso che almeno 14 dei 17 iracheni morti nella piazza erano stati uccisi senza motivo. Le tre uccisioni giustificabili erano quelle dei due passeggeri della berlina Kia bianca e di un iracheno non identificato nelle vicinanze. Una portavoce di Blackwater ha risposto ai risultati dicendo che Blackwater "sostiene la rigorosa responsabilità del settore. Se viene stabilito che una persona è stata complice del reato, sosterremo la responsabilità in questo. Le persone chiave in questo non hanno parlato con gli investigatori."
Il 19 gennaio 2008, il New York Times ha riferito che il contractor responsabile di molte delle morti durante lo scontro, precedentemente noto solo come "mitragliere della torretta n. 3", si chiama Paul Slough. Si è arruolato nel 1999 e ha prestato servizio in Bosnia con la 3rd Infantry Division. Ha ricevuto un congedo onorevole nel 2002 e poi si è arruolato nella Guardia Nazionale del Texas. Ha servito un tour in Iraq prima di essere assunto come specialista della sicurezza personale in Iraq.
I registri radio diffusi nel dicembre 2008 sembravano affermare che le guardie avevano risposto a un attacco il 16 settembre. I registri descrivono "otto minuti frenetici in cui le guardie hanno ripetutamente segnalato spari in arrivo da parte di insorti e polizia irachena".
Il 1º aprile 2009, l'Associated Press ha riferito che i test forensi sui proiettili erano inconcludenti. Nessuno dei proiettili a disposizione del laboratorio ha potuto essere abbinato ai fucili utilizzati dalle guardie.
Il 1 aprile 2011, l'Associated Press ha riportato la testimonianza di sette ore di Erik Prince su ciò che sarebbe accaduto. Prince ha fortemente criticato il modo in cui le autorità federali avevano gestito le indagini e ha contestato le affermazioni secondo cui il personale statunitense o Blackwater era responsabile delle sparatorie. Nella sua testimonianza, Prince ha osservato che "sembra che l'analisi balistica sia stata fatta per dimostrare la colpevolezza degli americani, non solo per cercare di identificare cosa è successo lì". Erik Prince ha detto che non credeva che l'FBI avesse indagato a fondo sulle fonti di tutti i proiettili usati in piazza Nisour, sostenendo che sarebbe stato utile se la difesa fosse stata in possesso di un rapporto balistico completo. Gli scienziati dell'FBI non sono stati in grado di abbinare i proiettili della piazza alle pistole portate dalle guardie della Blackwater e gli investigatori dell'FBI hanno trovato bossoli stranieri di un tipo non utilizzato dal personale statunitense o della Blackwater. Poiché le sparatorie in piazza non erano rare, non è chiaro se i proiettili provenissero dalla sparatoria in questione o da altri incidenti.

### Rapporto delle Nazioni Unite dell'ottobre 2007
Nell'ottobre 2007, le Nazioni Unite hanno pubblicato uno studio biennale in cui si affermava che gli appaltatori privati, sebbene assunti come "guardie di sicurezza", svolgevano compiti militari. Il rapporto ha rilevato che l'uso di contractors come Blackwater era una "nuova forma di attività mercenaria" e illegale ai sensi del diritto internazionale; tuttavia, gli Stati Uniti non sono firmatari della Convenzione sui mercenari delle Nazioni Unite del 1989 che vieta l'uso di mercenari. Né gli Stati Uniti sono firmatari del protocollo addizionale del 1977 alle Convenzioni di Ginevra del 1949 in cui l'articolo 47 specifica che i mercenari sono civili che "prendono parte diretta alle ostilità" e sono "motivati a prendere parte alle ostilità essenzialmente dal desiderio di guadagno privato”. Il Protocollo non fa distinzione tra azioni difensive e offensive, ma gli Stati Uniti fanno una tale distinzione, in quanto non considerano le azioni difensive delle guardie di sicurezza un combattimento.

## Le reazioni degli iracheni
Halim Mashkoor, residente a Baghdad, ha dichiarato ad AP Television News: "Vediamo le società di sicurezza ... fare quello che vogliono per le strade. Picchiano i cittadini e li disprezzano ... se una cosa del genere accadesse in America o in Gran Bretagna, il presidente americano o i cittadini americani lo accetterebbero?" Hasan Jaber Salman, un avvocato che era uno dei feriti, ha detto che "nessuno ha fatto nulla per provocare la Blackwater" e che "mentre tornavamo indietro hanno aperto il fuoco contro tutte le auto da dietro" Un ufficiale di polizia iracheno che stava dirigendo il traffico sulla scena ha detto che le guardie di Blackwater "sono diventate i terroristi" quando hanno aperto il fuoco sui civili non provocati, mentre un uomo d'affari ha detto che non stava cercando un risarcimento ma solo "la verità" dalle guardie. Quando un gruppo di ministri iracheni ha sostenuto la decisione del ministero dell'Interno iracheno di chiudere le operazioni della Blackwater USA in Iraq, il primo ministro iracheno Nuri al-Maliki ha invitato il governo degli Stati Uniti a porre fine al suo contratto con la Blackwater e ha invitato la Blackwater a pagare alle famiglie $ 8 milioni di risarcimento.
La decisione di un giudice statunitense di archiviare tutte le accuse contro la Blackwater il 1º gennaio 2010 ha suscitato indignazione nel mondo arabo.

## Azioni contro la Blackwater
Il Segretario della difesa degli Stati Uniti d'America Robert Gates ha testimoniato davanti al Congresso che il Pentagono ha sufficiente autorità legale per controllare i suoi contractors, ma che i comandanti non dispongono di "mezzi e risorse" sufficienti per esercitare un'adeguata supervisione. Il 4 ottobre 2007, la Camera dei rappresentanti degli Stati Uniti ha approvato un disegno di legge che renderebbe tutti gli appaltatori privati che lavorano in Iraq e in altre zone di combattimento soggetti al Military Extraterritorial Jurisdiction Act e quindi perseguibili dai tribunali statunitensi. I leader democratici del Senato hanno dichiarato di voler approvare una legislazione simile il prima possibile.
Richard J. Griffin, l'Assistente Segretario di Stato per la sicurezza diplomatica, che ha preso decisioni chiave in merito alla supervisione del dipartimento dell'appaltatore di sicurezza privata Blackwater USA, si è dimesso nel novembre 2007, dopo che una revisione critica da parte del Comitato di supervisione della Camera ha rilevato che il suo ufficio non era riuscito a supervisionare adeguatamente gli appaltatori privati durante le sparatorie alla Blackwater Baghdad. Howard Krongard, nominato ispettore generale del Dipartimento di Stato americano nel 2005, si è dimesso nel dicembre 2007 dopo essere stato accusato dal Comitato di supervisione della Camera di interferire impropriamente con le indagini sulle sparatorie alla Blackwater Baghdad.

## Azioni giudiziarie
Il 24 settembre 2007, il ministero dell'Interno iracheno ha annunciato che avrebbe sporto denuncia penale contro il personale della Blackwater coinvolto nella sparatoria, anche se non è chiaro come alcuni di loro saranno processati. Un assistente anziano di al-Maliki ha affermato che tre delle guardie della Blackwater erano irachene e potrebbero essere perseguite. L'aiutante ha anche affermato che il governo iracheno sta spingendo per le scuse, il risarcimento per le vittime o le loro famiglie e perché le guardie coinvolte nella sparatoria siano ritenute "responsabili".
L'11 ottobre 2007, il Centro per i diritti costituzionali ha intentato una causa contro la Blackwater USA ai sensi dell'Alien Tort Claims Act per conto di un iracheno ferito e delle famiglie di tre dei diciassette iracheni uccisi dai dipendenti della Blackwater durante il 16 settembre 2007, incidente di tiro. La causa è stata risolta per una somma non divulgata nel gennaio 2010. Una seconda causa civile intentata congiuntamente dalle famiglie di sei vittime contro Blackwater è stata risolta il 6 gennaio 2012 per una somma non rivelata.

### Accuse penali
Nel dicembre 2008, il Dipartimento della giustizia degli Stati Uniti d'America ha annunciato che stava presentando accuse penali contro cinque dipendenti della Blackwater e ha ordinato loro di arrendersi all'FBI. Cinque sono stati accusati di 14 capi di imputazione per omicidio colposo, 20 capi di imputazione per tentato omicidio colposo e violazione di armi: Donald Ball, un ex marine di West Valley City, Utah; Dustin Heard, un ex marine di Knoxville, Tennessee; Evan Liberty, un ex marine di Rochester, New Hampshire; Nicholas Slatten, un ex sergente dell'esercito di Sparta, Tennessee, e Paul Slough, un veterano dell'esercito di Keller, Texas. Una sesta guardia della Blackwater, Jeremy Ridgeway della California, ha raggiunto un accordo con i pubblici ministeri il 4 dicembre 2008 e si è dichiarato colpevole di un conteggio ciascuno di omicidio volontario, tentato omicidio colposo e favoreggiamento, e ha accettato di testimoniare contro gli altri cinque uomini.
Il processo è stato fissato per l'inizio del 2010, ma le accuse sono state archiviate dal tribunale distrettuale degli Stati Uniti per il giudice del distretto di Columbia Ricardo Urbina il 31 dicembre 2009, il quale ha stabilito che il dipartimento di giustizia aveva maltrattato le prove e violato la costituzione delle guardie diritti. Secondo il memorandum, il giudice Urbina ha stabilito che i casi contro Slough, Liberty, Heard, Ball e Slatten erano stati impropriamente costruiti su testimonianze rese in cambio dell'immunità; che le prove includevano dichiarazioni che le guardie erano state costrette a rilasciare agli investigatori del Dipartimento di Stato, e poiché queste dichiarazioni sarebbero state autoincriminanti, non potevano essere utilizzate come prova ai sensi del V emendamento della Costituzione degli Stati Uniti d'America. "I pubblici ministeri avrebbero quindi dovuto costruire il loro caso contro gli uomini senza di loro", ha spiegato un servizio della BBC. Il parere elaborato "il governo non è riuscito a stabilire che i testimoni iracheni presentati al secondo gran giurì non fossero in alcun modo influenzati dalla loro precedente esposizione alle dichiarazioni forzate degli imputati. Questo uso probatorio di informazioni contaminate costituisce un'altra violazione <i id="mwAXY">di Kastigar</i>." Il primo ministro iracheno Nouri al-Maliki ha criticato aspramente il licenziamento. Tre settimane dopo, il vicepresidente Joe Biden, che sovrintendeva alla politica statunitense in Iraq, promise ai leader iracheni che gli Stati Uniti avrebbero presentato ricorso contro l'archiviazione di queste accuse.
Il 22 aprile 2011, dopo una testimonianza a porte chiuse, una commissione della corte d'appello federale ha rilanciato l'accusa del Dipartimento di Giustizia contro le ex guardie della Blackwater Worldwide ripristinando le accuse di omicidio colposo contro i cinque uomini. Un gruppo di tre giudici della Corte d'Appello degli Stati Uniti per il Circuito del Distretto di Columbia ha riscontrato errori "sistemici" nella decisione del tribunale distrettuale del 2009 di archiviare le accuse contro le cinque ex guardie della Blackwater e ha aggiunto "Troviamo che i risultati del tribunale distrettuale dipendono da una visione errata della legge”. Il 5 giugno 2012, la Corte Suprema degli Stati Uniti ha rifiutato di rivedere la sentenza della Corte d'Appello, consentendo il proseguimento del processo.
Nel settembre 2013, le accuse contro Ball sono state ritirate. I pubblici ministeri hanno dichiarato di essere giunti alla loro decisione dopo una "valutazione delle prove ammissibili contro di lui".

### Processi e condanne
Gli altri quattro sono stati processati a partire dal 17 giugno 2014; dieci settimane di testimonianze e 28 giorni di deliberazioni della giuria hanno portato a condanne per tutti e quattro gli uomini il 22 ottobre 2014. Nicholas Slatten è stato giudicato colpevole di omicidio di primo grado e Slough, Liberty e Heard sono stati giudicati colpevoli di accuse di omicidio volontario e tentato e di aver usato una mitragliatrice per commettere un crimine violento. I giurati si sono schierati con la tesi dei pubblici ministeri secondo cui la sparatoria è stata un atto criminale, non un incontro sul campo di battaglia andato male. Slatten rischiava una potenziale condanna all'ergastolo. Le altre tre guardie hanno affrontato decenni di prigione; le accuse di armi comportavano una pena minima di 30 anni ai sensi di una legge emanata durante l'epidemia di cocaina degli anni '90. Portare le accuse di armi è stato contestato all'interno del Dipartimento di Giustizia, che inizialmente si è opposto a includerle nell'accusa. Dopo che è stato aggiunto, gli avvocati della difesa hanno sostenuto che una condanna a 30 anni sarebbe stata troppo severa, poiché la legge aveva lo scopo di dissuadere i membri della banda dal portare armi automatiche.
Il 13 aprile 2015, il giudice distrettuale federale Royce C. Lamberth ha condannato Slatten all'ergastolo, mentre le altre tre guardie sono state condannate a 30 anni di carcere ciascuna.
Il 4 agosto 2017, un collegio di tre giudici della Corte d'appello degli Stati Uniti per il circuito del Distretto di Columbia ha annullato la condanna per omicidio di Slatten e ha ordinato che gli altri imputati fossero nuovamente condannati a tempo già scontato. Il pannello ha anche raccomandato a Slatten di sottoporsi a un nuovo processo sulla base del fatto che era ingiustificabile processarlo con i suoi coimputati e che avrebbe dovuto essere processato separatamente. La decisione fratturata per curiam della Corte d'Appello degli Stati Uniti per il Circuito del Distretto di Columbia ha stabilito per la prima volta che il Military Extraterritorial Jurisdiction Act autorizzava i procedimenti giudiziari, nonostante il parziale dissenso del giudice Janice Rogers Brown. Tuttavia, la corte ha poi ritenuto che le condanne minime obbligatorie applicate agli imputati fossero punizioni crudeli e insolite incostituzionali, a causa del parziale dissenso del giudice Judith W. Rogers.
Il 19 dicembre 2018, Slatten è stato dichiarato colpevole di omicidio e nuovamente condannato all'ergastolo il 14 agosto 2019. Heard, Liberty e Slough sono stati nuovamente condannati il 5 settembre 2019 a termini di circa la metà dei periodi di 30 anni originali.

### Concessione della grazia
Il 22 dicembre 2020, il presidente degli Stati Uniti Donald Trump ha concesso la piena grazia presidenziale a Slatten, Slough, Liberty e Heard. Una dichiarazione della Casa Bianca ha affermato che gli uomini avevano una "lunga storia di servizio alla nazione" come veterani delle forze armate statunitensi e che c'era un forte sostegno per le grazie da parte del pubblico e dei funzionari eletti. La Casa Bianca ha inoltre affermato che la Corte d'Appello "ha stabilito che ulteriori prove avrebbero dovuto essere presentate al processo di Slatten", e recentemente che i pubblici ministeri hanno affermato "che il principale investigatore iracheno, su cui i pubblici ministeri hanno fatto molto affidamento per verificare che non ci fossero vittime di insorti e per raccogliere prove, potrebbe aver avuto lui stesso legami con gruppi di ribelli".
La clemenza ha causato indignazione tra i cittadini iracheni ei familiari delle vittime. La portavoce dell'Alto commissariato delle Nazioni Unite per i diritti umani, Marta Hurtado, ha affermato che il perdono "contribuisce all'impunità e ha l'effetto di incoraggiare altri a commettere tali crimini in futuro". Il ministero degli Esteri iracheno ha esortato gli Stati Uniti a ripensarci, dichiarando che le grazie "non hanno tenuto conto della gravità del crimine commesso".